# Kingsley Black
Kingsley Terence Black (Luton, 22 giugno 1968) è un ex calciatore nordirlandese, di ruolo centrocampista.

## Caratteristiche tecniche
Era un'ala sinistra.

## Carriera

### Nazionale
Esordisce il 27 aprile del 1988 contro la Francia (0-0) e realizza la sua unica rete in Nazionale contro l'Austria (2-1) il 16 ottobre del 1991.

## Palmarès

### Club

#### Competizioni nazionali
- Coppa di Lega inglese: 1

Luton Town: 1987-1988
- Full Members Cup: 1

Nottingham Forest: 1991-1992
- Football League Trophy: 1

Grimsby Town: 1997-1998